# 福建通泉草
福建通泉草（学名：Mazus fukienensis）为玄参科通泉草属下的一个种。

## 扩展阅读
- 維基物種上的相關：福建通泉草